# Mopsos (fill d'Apol·lo)
D'acord amb la mitologia grega, Mopsos (en grec Μόψος), va ser un endeví, fill d'Apol·lo (o de Raci) i de Manto.
S'atribueix a Mopsos la fundació de la ciutat de Colofó. Duia l'oracle d'Apol·lo al santuari de Claros, i va competir en l'art de l'endevinació amb un altre gran endeví d'aquell temps, Calcant, que aleshores tornava de la guerra de Troia. Mopsos va vèncer fàcilment, i Calcant es va suïcidar per vergonya. Un cop mort Calcant, Mopsos es va unir a Amfíloc que acompanyava Calcant, mentre els seus companys es dispersaven per Pamfília, Cilícia i Síria. Mopsos i Amfíloc van fundar la ciutat de Malos. Amfíloc va tornar a Argos, i Mopsos es quedà com a rei a la ciutat. Però en arribar a Argos, a Amfíloc no li va agradar la situació en què es trobava la ciutat i tornà a Malos, on va reclamar el poder a Mopsos. Mopsos no va cedir i es van batre en combat singular, on van morir tots dos.